# Pseudomesochra brucei
Pseudomesochra brucei är en kräftdjursart som först beskrevs av T. och A. Scott 1901.  Pseudomesochra brucei ingår i släktet Pseudomesochra och familjen Pseudotachidiidae. Inga underarter finns listade i Catalogue of Life.